# Herman IV van Hessen

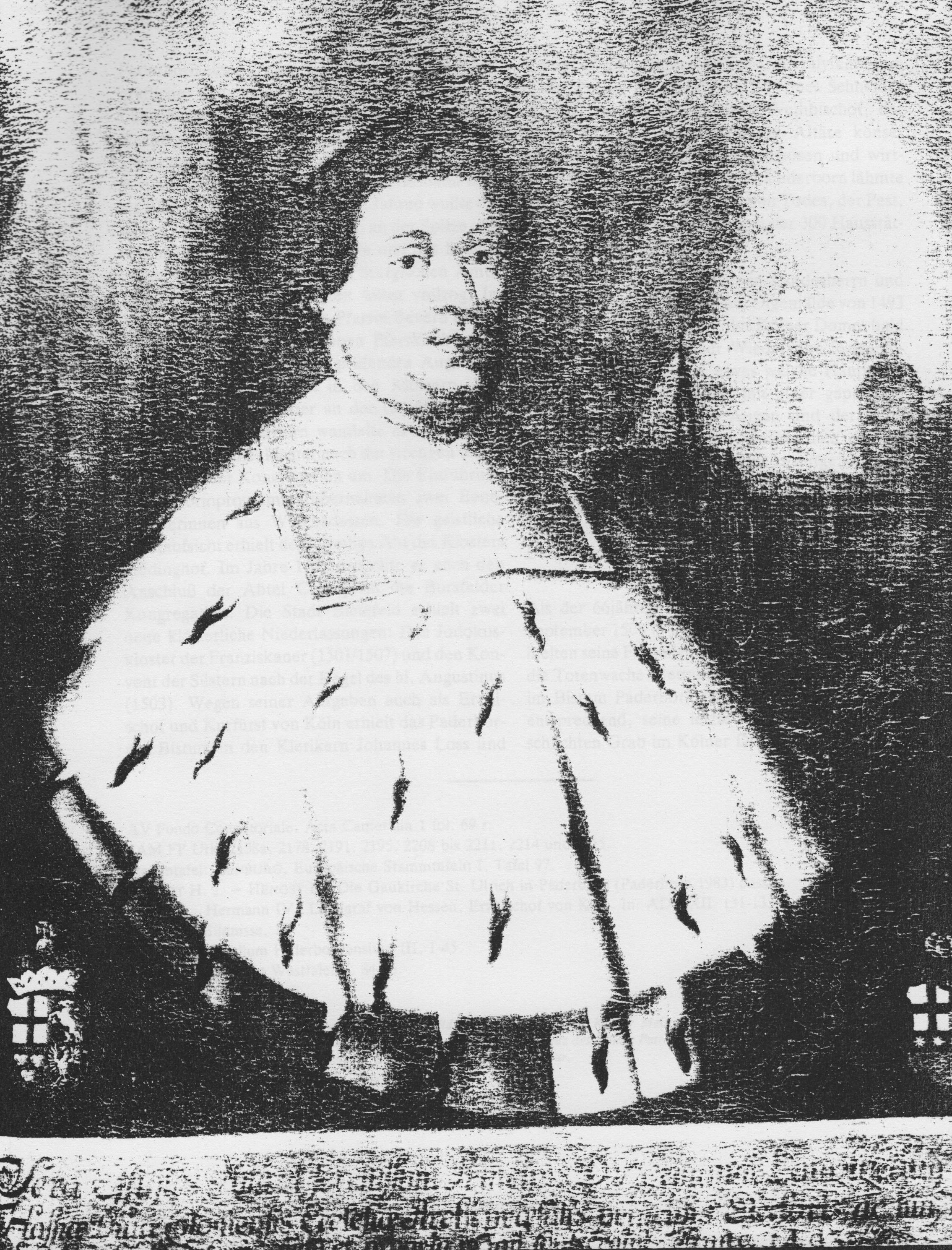
17e-eeuwse herwerking van een portret van Herman IV van Hessen uit 1493.

Herman IV van Hessen bijgenaamd de Vredevolle (Bonn, 1450 - 19 oktober 1508) was van 1480 tot aan zijn dood prins-aartsbisschop van Keulen en van 1498 tot aan zijn dood prins-bisschop van Paderborn. Hij behoorde tot het huis Hessen.

## Levensloop
Herman IV was de derde zoon van landgraaf Lodewijk I van Hessen en Anna van Saksen, dochter van keurvorst Frederik I van Saksen. Hij was voorbestemd voor een kerkelijke loopbaan en kreeg in zijn jongere jaren verschillende beneficieën toegewezen: zo werd hij benoemd tot proost van de Dom van Aken en van de kathedraal van Fritzlar, tot deken van de Sint-Gereonkerk van Keulen en tot kanunnik van de Dom van Keulen (1461) en de Dom van Mainz (1463). In 1462 was hij leerling van de Universiteit van Keulen en later studeerde hij aan de Karelsuniversiteit van Praag.
In 1472 deed Herman IV een poging om tot bisschop van Hildesheim verkozen te worden, maar hij diende zich na zijn bisschopsverkiezing terug te trekken omdat hij geen pauselijke erkenning kreeg. In 1473 werd hij diocesaan administrator van het aartsbisdom Keulen. In deze functie raakte hij betrokken bij de Keulse Stiftvete, in de periode dat Karel de Stoute het Beleg van Neuss lanceerde. In november 1475 werd hij door keizer Frederik III benoemd tot Stiftsgubernator.
In 1478 wist Herman de controle over het aartsbisdom Keulen te herwinnen na de arrestatie van aartsbisschop Ruprecht van de Palts. Na het overlijden van Ruprecht werd hij op 11 augustus 1480 tot diens opvolger verkozen. In november 1480 werd hij door paus Innocentius VIII officieel benoemd tot aartsbisschop. Na meerdere turbulente jaren wijdde Herman zich aan de administratieve en financiële heropleving van zijn aartsbisdom. Zijn 28-jarige regering werd gekenmerkt door vrede en stabiliteit, wat hem de bijnaam de Vredevolle opleverde.
In 1495 werd Herman benoemd tot coadjutor van het prinsbisdom Paderborn. Op 7 maart 1498 werd hij met de steun van keizer Maximiliaan I en paus Alexander VI tot bisschop van Paderborn verkozen. Het Rijkskamergerecht handhaafde Hermans jurisdictie over het oostelijke deel van Paderborn. Op 1 oktober 1500 hield hij in Paderborn een zogenaamde Leensdag die de edelen van Paderborn moest toelaten om hem te huldigen. Ook herstelde het Rijkskamergerecht het bezit van het prinsbisdom Paderborn over Helmarshausen en Delbrück.
Als bisschop nam Herman zijn spirituele rol serieus en intensifieerde hij het bisschoppelijke overzicht van de kloosters. Hij las de mis voor en bad regelmatig de brevier voor. Ook oefende hij andere bisschoppelijke liturgische handelingen uit. In 1501 zorgde hij voor de financiering van de bouw van de kerk van Bevern, die hij in 1506 wijdde.
Herman IV stierf in oktober 1508, waarna hij werd bijgezet in de Dom van Keulen. Zijn hart werd uit zijn lichaam gehaald en bijgezet in de kasteelkerk van Brühl.
- Bibliothèque nationale de France: cb144827532 (data)
- Gemeinsame Normdatei: 119304309
- International Standard Name Identifier: 0000 0004 1985 0347
- Library of Congress Control Number: nr94037361
- Système universitaire de documentation: 252857216
- Virtual International Authority File: 10076275
- WorldCat: E39PBJxGYRDwWtd4hhKVPypHG3